# Lijst van beschermd erfgoed in Frameries
Onderstaande tabel geeft een overzicht van de beschermde erfgoederen in de gemeente Frameries. Het beschermd erfgoed maakt onderdeel uit van het cultureel erfgoed in België.
| Object                                                                                                 | Bouwjaar/architect | Deelgemeente | Adres                                   | Coördinaten                   | Nummer?                | Afbeelding                                                                                             |
| --- | ------------------ | ------------ | --------------------------------------- | ----------------------------- | ---------------------- | --- |
| Donjon van Sars-la-Bruyère en ensemble van donjon en omliggend terrein                                 |                    |              |                                         | 50° 22' 15" NB, 3° 52' 47" OL | 53028-CLT-0003-01 Info | Donjon van Sars-la-Bruyère en ensemble van donjon en omliggend terrein                                 |
| Kerk Saint-Jean-Baptiste                                                                               |                    |              | Sars-la-Bruyère                         | 50° 22' 15" NB, 3° 52' 41" OL | 53028-CLT-0004-01 Info | Kerk Saint-Jean-Baptiste                                                                               |
| Paviljoen in bos van Colfontaine, en omgeving                                                          |                    |              | Frameries                               | 50° 22' 38" NB, 3° 50' 50" OL | 53028-CLT-0005-01 Info | |
| De extractie apparaat en afvoer van de put nr. 11 op de site van steenkoolgroeve Crachet in Frameries. |                    |              |                                         | 50° 25' 1" NB, 3° 54' 5" OL   | 53028-CLT-0006-01 Info | De extractie apparaat en afvoer van de put nr. 11 op de site van steenkoolgroeve Crachet in Frameries. |
| Gevels en daken van de gebouwen                                                                        |                    |              | place de l'église n° 6, te Frameries    | 50° 24' 38" NB, 3° 53' 35" OL | 53028-CLT-0007-01 Info | Gevels en daken van de gebouwen                                                                        |
| Terril n°12 van Noirchain                                                                              |                    |              | Frameries                               | 50° 24' 18" NB, 3° 55' 12" OL | 53028-CLT-0008-01 Info | Terril n°12 van Noirchain                                                                              |
| De gevels, bogen en interieurbogen en het dak van het huis Fenelon ofwel "Belle Maison" geheten        |                    |              | rue Libiez n°s 2 A et 2 B, te Pâturages | 50° 23' 42" NB, 3° 51' 45" OL | 53028-CLT-0009-01 Info | De gevels, bogen en interieurbogen en het dak van het huis Fenelon ofwel "Belle Maison" geheten        |
| Gevels en daken van de gebouwen                                                                        |                    |              | place de l'église n°8, te Frameries     | 50° 24' 38" NB, 3° 53' 35" OL | 53028-CLT-0010-01 Info | Gevels en daken van de gebouwen                                                                        |